# Bram Lomans
Abraham Robertus ("Bram") Lomans (Roosendaal, 19 april 1975) is een trainer en Nederlandse hockeyer. Hij speelde in totaal 205 officiële interlands (141 doelpunten) voor de Nederlandse hockeyploeg. Hij nam tweemaal deel aan de Olympische Spelen en won hierbij twee gouden medailles.
De verdediger en strafcornerspecialist maakte zijn debuut voor het Nederlands elftal op 16 juni 1995 in de oefeninterland Nederland-Ierland (1-1). Zijn laatste interland voltooide hij op 31 juli 2004 (Nederland-Duitsland 2-1).
Lomans verruilde B.H.V. Push in de zomer van 1995 voor HGC, en viel op allerlaatste moment af voor de Olympische Spelen in Athene (2004). Sinds het seizoen 2004-2005 geeft hij trainingen aan de vrouwen van HGC. Hij sloot zijn actieve loopbaan af in het voorjaar van 2005, waarna hij begon met de versnelde trainerscursus voor oud-hockeyinternationals. Tevens fungeerde hij in de zomer van 2005 als manager van Jong Oranje bij het wereldkampioenschap in Rotterdam.
In 2006 maakte hij z'n comeback en haalde met HGC verrassend de finale van de playoffs. Hierin was het team van Bloemendaal te sterk. In 2007 maakte hij kortstondig z'n rentree bij het Nederlands team.
Met zijn club HGC plaatste Bram Lomans zich voor de Finale van de Euro Hockey League 2007/2008. Deze finale ging met 1-0 verloren tegen het Duitse Ulenhorster HC. Dit was de laatste wedstrijd van Bram Lomans voor HGC. 
Na bij verschillende clubs actief te zijn geweest, begon Lomans in het seizoen 2022/23 als hoofdcoach bij HGC. Hier volgde hij Paul van Ass op.

## Titels
- Olympisch kampioen hockey - 1996, 2000
- Wereldkampioen hockey - 1998, 2002

## Internationale erelijst
| Jaar | Toernooi               | Plaats                    | Resultaat     |
| ---- | ---------------------- | ------------------------- | ------------- |
| 1996 | Olympische Spelen      | Atlanta, Verenigde Staten | Goud          |
|      | Champions Trophy       | Chennai, India            | Goud          |
| 1997 | Champions Trophy       | Adelaide, Australië       | Vierde plaats |
| 1998 | Wereldkampioenschap    | Utrecht, Nederland        | Goud          |
|      | Champions Trophy       | Lahore, Pakistan          | Goud          |
| 1999 | Champions Trophy       | Brisbane, Australië       | Brons         |
|      | Europees kampioenschap | Padova, Italië            | Zilver        |
| 2000 | Olympische Spelen      | Sydney, Australië         | Goud          |
| 2001 | Champions Trophy       | Rotterdam, Nederland      | Brons         |
| 2002 | Wereldkampioenschap    | Kuala Lumpur, Maleisië    | Brons         |
|      | Champions Trophy       | Keulen, Duitsland         | Goud          |
| 2003 | Champions Trophy       | Amstelveen, Nederland     | Goud          |
|      | Europees kampioenschap | Barcelona, Spanje         | Vierde plaats |

Floris Jan Bovelander · 
Jacques Brinkman · 
Maurits Crucq · 
Marc Delissen · 
Jeroen Delmee · 
Taco van den Honert · 
Ronald Jansen · 
Erik Jazet · 
Leo Klein Gebbink · 
Bram Lomans · 
Tycho van Meer · 
Teun de Nooijer · 
Wouter van Pelt · 
Stephan Veen · 
Guus Vogels · 
Remco van Wijk ·
Coach: Roelant Oltmans
Jacques Brinkman · 
Jaap-Derk Buma · 
Jeroen Delmee · 
Marten Eikelboom · 
Piet-Hein Geeris · 
Ronald Jansen · 
Erik Jazet · 
Bram Lomans · 
Teun de Nooijer · 
Wouter van Pelt · 
Stephan Veen · 
Guus Vogels · 
Diederik van Weel · 
Sander van der Weide · 
Remco van Wijk · 
Peter Windt ·
Coach: Maurits Hendriks